# Rhinoclama brooki
Rhinoclama brooki är en musselart som beskrevs av B.A. Marshall 2002. Rhinoclama brooki ingår i släktet Rhinoclama och familjen Cuspidariidae. Inga underarter finns listade i Catalogue of Life.